# Prosoplus carinicollis
Prosoplus carinicollis là một loài bọ cánh cứng trong họ Cerambycidae.